# Essex Junction
Essex Junction település az Amerikai Egyesült Államok Vermont államában, Chittenden megyében. Lakosainak száma 10 590 fő (2020. április 1.).

## Közlekedés
A települést érinti az Amtrak egyik távolsági vasúti járata is, a Vermonter.

## Népesség
A település népességének változása:

| 2010 | 9 271  |
| 2020 | 10 590 |